# 요르디 크라위프
요한 요르디 크라위프(네덜란드어: Johan Jordi Cruijff, 또는 Cruyff, 1974년 2월 9일 ~ )는 네덜란드의 전 축구 선수이자 축구 감독이다. 현역 시절 포지션은 공격형 미드필더였다.
그는 네덜란드의 전설적인 축구 선수이자 축구 감독이었던 요한 크라위프의 아들이다.